# Caulkicephalus
Caulkicephalus is een geslacht van uitgestorven pterosauriërs behorend tot de groep van de Pterodactyloidea, dat tijdens het Vroeg-Krijt leefde in het gebied van het huidige Engeland. De enige benoemde soort is Caulkicephalus trimicrodon.

## Vondst en naamgeving
Tussen 1995 en 2003 werden aan de zuidoostkust van het eiland Wight, bij de Yaverland-vindplaats nabij Sandown, in een kleilaag uit de Wessexformatie van de Wealden-groep, Barremien, 128 miljoen jaar oud, fragmenten gevonden van een nog onbekende pterosauriër. Behalve door conservator Lorna Steel werden de ontdekkingen gedaan door amateurs: Gavin Leng, Tom Winch, Daniel Davies, Martin New en Martin Munt. De kust van Wight wordt steeds door golfwerking ingesneden. Bij Sandown Bay is een rotsplateau ontstaan dat soms bij eb droogvalt. Een mijl ten oosten van het Dinosaur Museum van het stadje komt zo een fossielhoudende kleilaag aan het oppervlak. In 1995 vond John D. Winch botten van een pterosauriër. In 2002 werden veel elementen van vermoedelijk hetzelfde individu aan het strand gevonden door de amateurpaleontologen die het materiaal weer afstonden. Andere delen zijn direct uit de klei opgegraven. Keith Simmonds heeft veel van de botten geprepareerd.
Een aparte typesoort Caulkicephalus trimicrodon werd in 2005 benoemd en beschreven door Steel, David Martill, David Unwin en John Winch. De geslachtsnaam gebruikt het Klassiek Griekse kephalè, 'hoofd', om een vertaling te maken van Caulkhead, 'breeuwkop', de traditionele bijnaam van een bewoner van het eiland. De soortaanduiding betekent 'driekleintand' (tri-mikros-odoon) in het Grieks, een verwijzing naar een typerend kenmerk.
Het holotype, IWCMS 2002.189.1, 2, 4, bestaat uit drie min of meer aaneensluitende stukken van het voorste deel van een snuit. Daarnaast zijn als paratypen toegewezen: IWCMS 2002.189.3, een gedeeltelijk schedeldak; IWCMS 2003.2, een linkerquadratum; IWCMS 2003.4, een mogelijk stuk jukbeen; ICWMS 2002.237, een 44 millimeter lang stuk van het eerste vingerkootje van de vleugelvinger; IWCMS 2002.234.1-4, vier 245 millimeter lange aaneensluitende stukken van een zodanig kootje, IWCMS 2002.233, wellicht het 64 millimeter lange uiteinde van een tweede kootje; IWCMS 2002.236, een stuk van de schacht van wellicht het vierde kootje; en IWCMS 2003.3, vermoedelijk een stuk van een van de achterpoten. IWCMS staat voor Isle of Wight County Museum Service. De fossielen zijn maar licht samengedrukt of vervormd. In 1995 meldde M. Green de vondst van een bot van een pterosauriër, specimen 0037JW. J.D. Winch onderzocht dat en oordeelde dat het waarschijnlijk van het holotype afkomstig was.

## Beschrijving

### Grootte en onderscheidende kenmerken
Caulkicephalus was een vrij forse soort met een, door Martill, geschatte vleugelspanwijdte van ruwweg vijf meter.

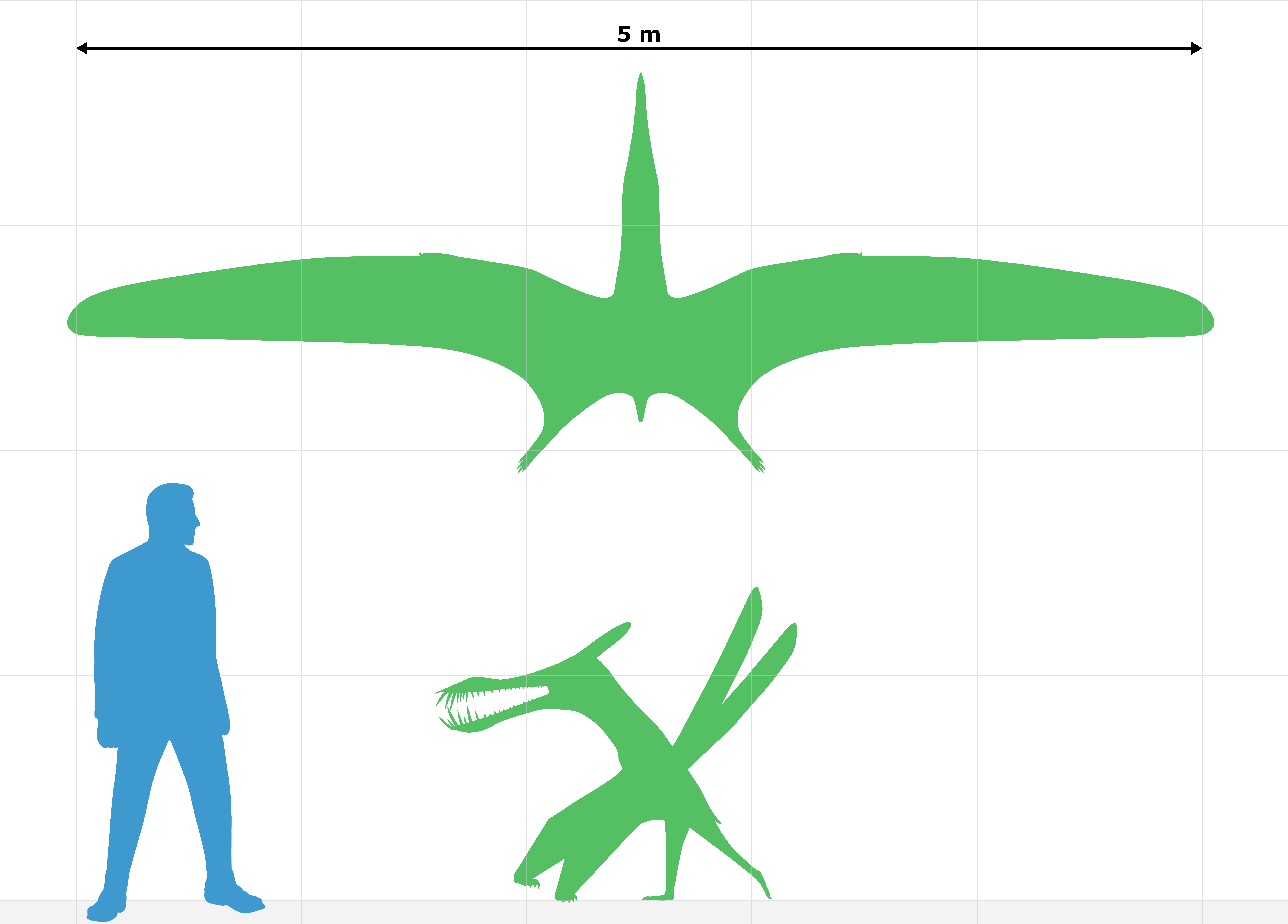
Caulkicephalus in grootte vergeleken met een mens

De beschrijvers wisten enkele onderscheidende kenmerken vast te stellen. De beennaad tussen de praemaxilla en het bovenkaaksbeen loopt naar beneden licht naar achteren af. De vijfde tot en met zevende tandkassen zijn beduidend kleiner dan eerste tot en met vierde en de achtste tot en met tiende. De richel van het verhemelte loopt niet verder door tot de positie tussen de achtste en negende tand. Er is zowel een kam op het schedeldak als op de snuit en beide kamen vervloeien niet boven de fenestra antorbitalis of het voorste schedeldak.

### Skelet
De snuit heeft een bewaarde lengte van 290 millimeter; het fragment houdt op nog voor het begin van de fenestra nasoantorbitalis, de grote schedelopening. De snuit is overdwars afgeplat. Vooraan heeft het een breedte van dertig millimeter, daarna versmalt het naar twintig millimeter om uiteindelijk weer te verbreden naar 42 millimeter. De punt van de snuit is afgerond. De verbreding vooraan dient als rozet, een orgaan om prooien te grijpen. Bovenop draagt de snuit een kam die begint vanaf het derde tandenpaar. De kam is afgebroken en zijn hoogte is niet meer te bepalen. Op de onderkant heeft de snuit een lage middenrichel op het verhemelte die doorloopt tot voorbij de achtste tand. In dwarsdoorsnede heeft de snuit een gewelfd profiel. De, zelf niet bewaard gebleven, tanden staan in ovale, in de lengterichting georiënteerde, tandkassen die zich iets boven de kaak verheffen. De tanden waren kennelijk overdwars afgeplat. De voorste twee paren tanden staan iets naar voren gericht de kromming van de snuit volgend; meer naar achteren staan ze iets zijwaarts; de achterste wijzen recht naar beneden. De tandenrij volgt in grootte de insnoering van de bovenkaken: de omvang neemt eerst toe van het eerste naar het derde paar dat van alle tanden het grootst is, met vijftien millimeter maximale doorsnede. Het vierde paar is even groot als het eerste. Paren vijf, zes en zeven, die in de insnoering staan, zijn echter nog de helft kleiner: het is dit kenmerk waar de soortaanduiding trimicrodon naar verwijst. Paren acht negen en tien hebben weer de grootte van het eerste paar en staan verder uit elkaar. Hierna is er een breuk in het fossiel waarvan de delen niet precies op elkaar aansluiten, dit hiaat is te smal om nog een extra tand te bevatten. In het achterliggende deel zijn nog eens vier tandkassen per zijde zichtbaar; deze staan echter niet in paren tegenover elkaar. Het totaal aantal tanden per zijde bedraagt dus minstens veertien. Bij de eerste vier paren ligt er tussen de tanden een vijf tot zes millimeter lange lengtegroeve die ieder twee aderkanalen verbindt.

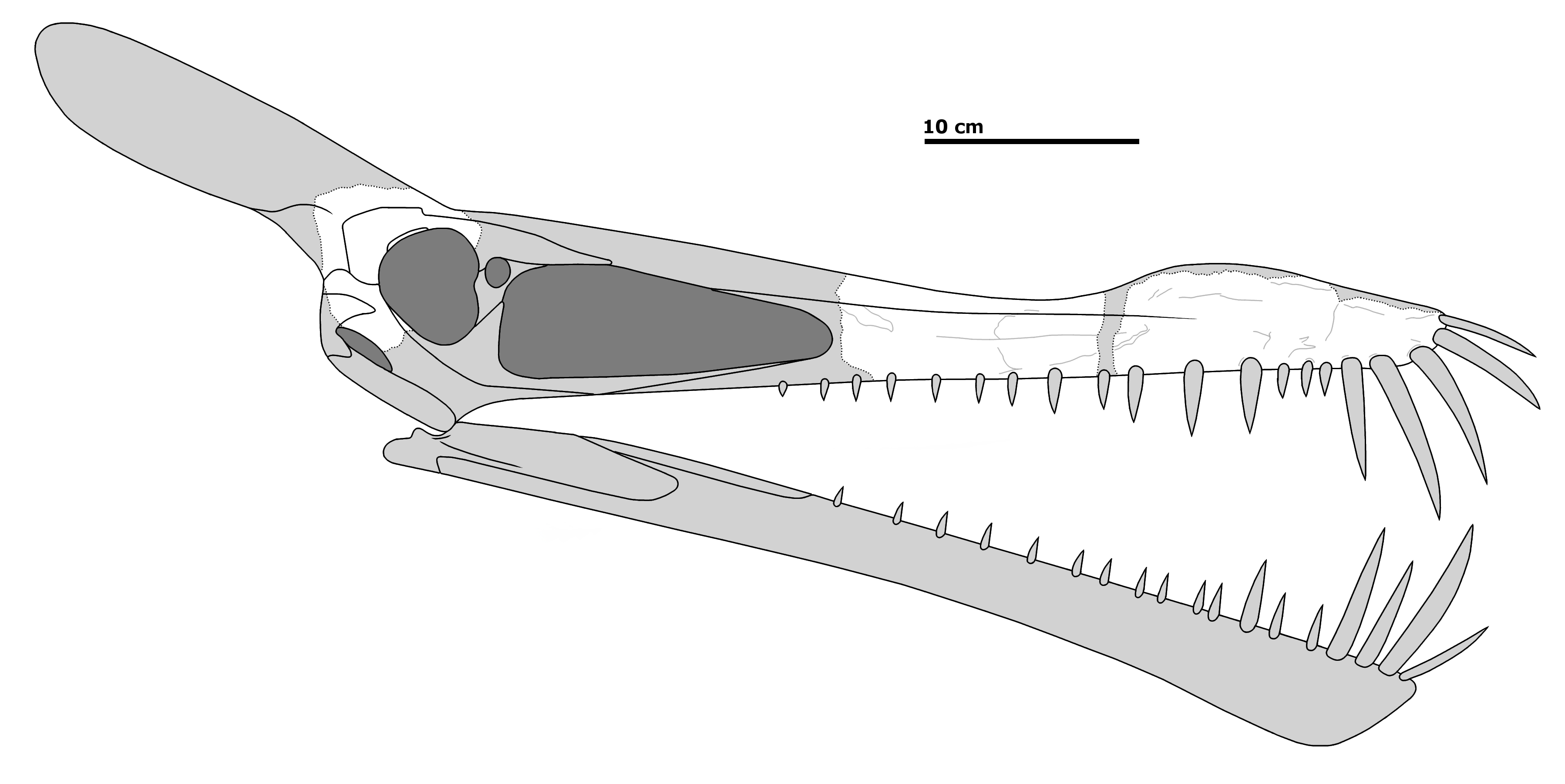
Diagram van de schedel

Het schedeldak, dat vrij sterk beschadigd is, toont bovenop de aanzet van een tweede schedelkam, ontspruitend uit de voorhoofdsbeenderen en wandbeenderen, die vermoedelijk schuin naar achteren en boven gericht is. Deze zou dus geen geheel vormen met de kam op de snuit en Caulkicephalus bezat zo volgens de beschrijvers twee kammen. Hij had ook de combinatie van tanden en een achterste schedelkam die eerder alleen van Ludodactylus bekend was. Het schedeldak werd in de buurt gevonden van de snuit, dus de beschrijvers zijn ervan uitgegaan dat ze niet per ongeluk de resten van twee soorten gecombineerd hebben, een met een snuitkam en de ander met een achterhoofdskam, en zo een zogenaamde chimaera schiepen. De frontoparietale kam begint tussen de oogkassen en loopt door tot aan het achterhoofd waarvan het gescheiden wordt door een kleine inkeping. Ook bij deze kam is de bovenkant afgebroken. Het breukvlak is tussen de ogen overdwars het breedst, zeven millimeter, terwijl de kam zich naar achteren versmalt tot twee millimeter. Dat leidde tot het vermoeden dat een lange punt van de voorkant af schuin naar boven stak, zoals bij Pteranodon en Ludodactylus.
Bij het eerste kootje van de vleugelvinger is te zien dat de beenwand maar 0,2 tot 0,8 millimeter dik is. Zulke dunne botwanden zijn normaal bij pterosauriërs. Het bot is binnenin gevuld door beenbalkjes die buisjes vormen die grotendeels in de lengterichting van het element lopen.

## Fylogenie
Caulkicephalus werd door de beschrijvers, overigens zonder exacte kladistische analyse, toegewezen aan de Ornithocheiridae sensu Unwin. Daarop wees de typische insnoering van de snuit. De snuitkam wijst in ieder geval op een behoren tot de ruimere Ornithocheiroidea sensu Unwin, terwijl ze suggereerden dat de schedelkam een synapomorfie, gedeelde nieuwe eigenschap, van de, ten opzichte van de Ornithocheiridae iets omvattender Euornithocheira zou kunnen zijn. Unieke eigenschappen van de soort, autapomorfieën, liggen in de tandenrij die in detail van iedere verdere bekende ornithocheiride verschilde; de naar onderen en achteren lopende beennaad tussen de maxilla en de praemaxilla; en het feit dat de middenrichel van het verhemelte vooraan ophoudt bij het negende tandenpaar.
Volgens Zuid-Amerikaanse onderzoekers echter behoort Caulkicephalus tot de Anhangueridae.
|  | Hamipterus    |
|  |               |
|  | Iberodactylus |
|  |               |

|  | Coloborhynchus |
|  |                |
|  | Siroccopteryx  |
|  |                |
|  | Uktenadactylus |
|  |                |

|  | Caulkicephalus |
|  |                |
|  | Guidraco       |
|  |                |
|  | Ludodactylus   |
|  |                |

|  | Anhanguera                                                      |
|  |                                                                 |
|  | Liaoningopterus                                                 |
|  |                                                                 |
|  | \| \| Cearadactylus \| \| \| \| \| \| Maaradactylus \| \| \| \| |
|  |                                                                 |
|  | Cearadactylus                                                   |
|  |                                                                 |
|  | Maaradactylus                                                   |
|  |                                                                 |

|  | Cearadactylus |
|  |               |
|  | Maaradactylus |
|  |               |

|  | Caulkicephalus |
|  |                |
|  | Guidraco       |
|  |                |
|  | Ludodactylus   |
|  |                |

|  | Anhanguera                                                      |
|  |                                                                 |
|  | Liaoningopterus                                                 |
|  |                                                                 |
|  | \| \| Cearadactylus \| \| \| \| \| \| Maaradactylus \| \| \| \| |
|  |                                                                 |
|  | Cearadactylus                                                   |
|  |                                                                 |
|  | Maaradactylus                                                   |
|  |                                                                 |

|  | Cearadactylus |
|  |               |
|  | Maaradactylus |
|  |               |

|  | Coloborhynchus |
|  |                |
|  | Siroccopteryx  |
|  |                |
|  | Uktenadactylus |
|  |                |

|  | Caulkicephalus |
|  |                |
|  | Guidraco       |
|  |                |
|  | Ludodactylus   |
|  |                |

|  | Anhanguera                                                      |
|  |                                                                 |
|  | Liaoningopterus                                                 |
|  |                                                                 |
|  | \| \| Cearadactylus \| \| \| \| \| \| Maaradactylus \| \| \| \| |
|  |                                                                 |
|  | Cearadactylus                                                   |
|  |                                                                 |
|  | Maaradactylus                                                   |
|  |                                                                 |

|  | Cearadactylus |
|  |               |
|  | Maaradactylus |
|  |               |

|  | Caulkicephalus |
|  |                |
|  | Guidraco       |
|  |                |
|  | Ludodactylus   |
|  |                |

|  | Anhanguera                                                      |
|  |                                                                 |
|  | Liaoningopterus                                                 |
|  |                                                                 |
|  | \| \| Cearadactylus \| \| \| \| \| \| Maaradactylus \| \| \| \| |
|  |                                                                 |
|  | Cearadactylus                                                   |
|  |                                                                 |
|  | Maaradactylus                                                   |
|  |                                                                 |

|  | Cearadactylus |
|  |               |
|  | Maaradactylus |
|  |               |

|  | Hamipterus    |
|  |               |
|  | Iberodactylus |
|  |               |

|  | Coloborhynchus |
|  |                |
|  | Siroccopteryx  |
|  |                |
|  | Uktenadactylus |
|  |                |

|  | Caulkicephalus |
|  |                |
|  | Guidraco       |
|  |                |
|  | Ludodactylus   |
|  |                |

|  | Anhanguera                                                      |
|  |                                                                 |
|  | Liaoningopterus                                                 |
|  |                                                                 |
|  | \| \| Cearadactylus \| \| \| \| \| \| Maaradactylus \| \| \| \| |
|  |                                                                 |
|  | Cearadactylus                                                   |
|  |                                                                 |
|  | Maaradactylus                                                   |
|  |                                                                 |

|  | Cearadactylus |
|  |               |
|  | Maaradactylus |
|  |               |

|  | Caulkicephalus |
|  |                |
|  | Guidraco       |
|  |                |
|  | Ludodactylus   |
|  |                |

|  | Anhanguera                                                      |
|  |                                                                 |
|  | Liaoningopterus                                                 |
|  |                                                                 |
|  | \| \| Cearadactylus \| \| \| \| \| \| Maaradactylus \| \| \| \| |
|  |                                                                 |
|  | Cearadactylus                                                   |
|  |                                                                 |
|  | Maaradactylus                                                   |
|  |                                                                 |

|  | Cearadactylus |
|  |               |
|  | Maaradactylus |
|  |               |

|  | Coloborhynchus |
|  |                |
|  | Siroccopteryx  |
|  |                |
|  | Uktenadactylus |
|  |                |

|  | Caulkicephalus |
|  |                |
|  | Guidraco       |
|  |                |
|  | Ludodactylus   |
|  |                |

|  | Anhanguera                                                      |
|  |                                                                 |
|  | Liaoningopterus                                                 |
|  |                                                                 |
|  | \| \| Cearadactylus \| \| \| \| \| \| Maaradactylus \| \| \| \| |
|  |                                                                 |
|  | Cearadactylus                                                   |
|  |                                                                 |
|  | Maaradactylus                                                   |
|  |                                                                 |

|  | Cearadactylus |
|  |               |
|  | Maaradactylus |
|  |               |

|  | Caulkicephalus |
|  |                |
|  | Guidraco       |
|  |                |
|  | Ludodactylus   |
|  |                |

|  | Anhanguera                                                      |
|  |                                                                 |
|  | Liaoningopterus                                                 |
|  |                                                                 |
|  | \| \| Cearadactylus \| \| \| \| \| \| Maaradactylus \| \| \| \| |
|  |                                                                 |
|  | Cearadactylus                                                   |
|  |                                                                 |
|  | Maaradactylus                                                   |
|  |                                                                 |

|  | Cearadactylus |
|  |               |
|  | Maaradactylus |
|  |               |

## Levenswijze
Caulkicephalus was vermoedelijk een viseter. De kleilaag waarin de fossielen gevonden zijn was echter geen zeeafzetting en was doorzaaid met landplanten. Dit duidt op een meerafzetting, een aanwijzing dat ornithocheiriden ook verder landinwaarts konden voorkomen.